# San Antonio Oeste
San Antonio Oeste és la ciutat capçalera del departamento San Antonio, en la província de Río Negro, Argentina.
La seua activitat econòmica se centra en la pesca, l'exportació i el turisme, ja que del municipi d'aquesta ciutat depenen el Port d'aigües profundes de San Antonio Este i la vila turística de Las Grutas, reconegut balneari de la Patagònia.